# Het Grachtenhuis

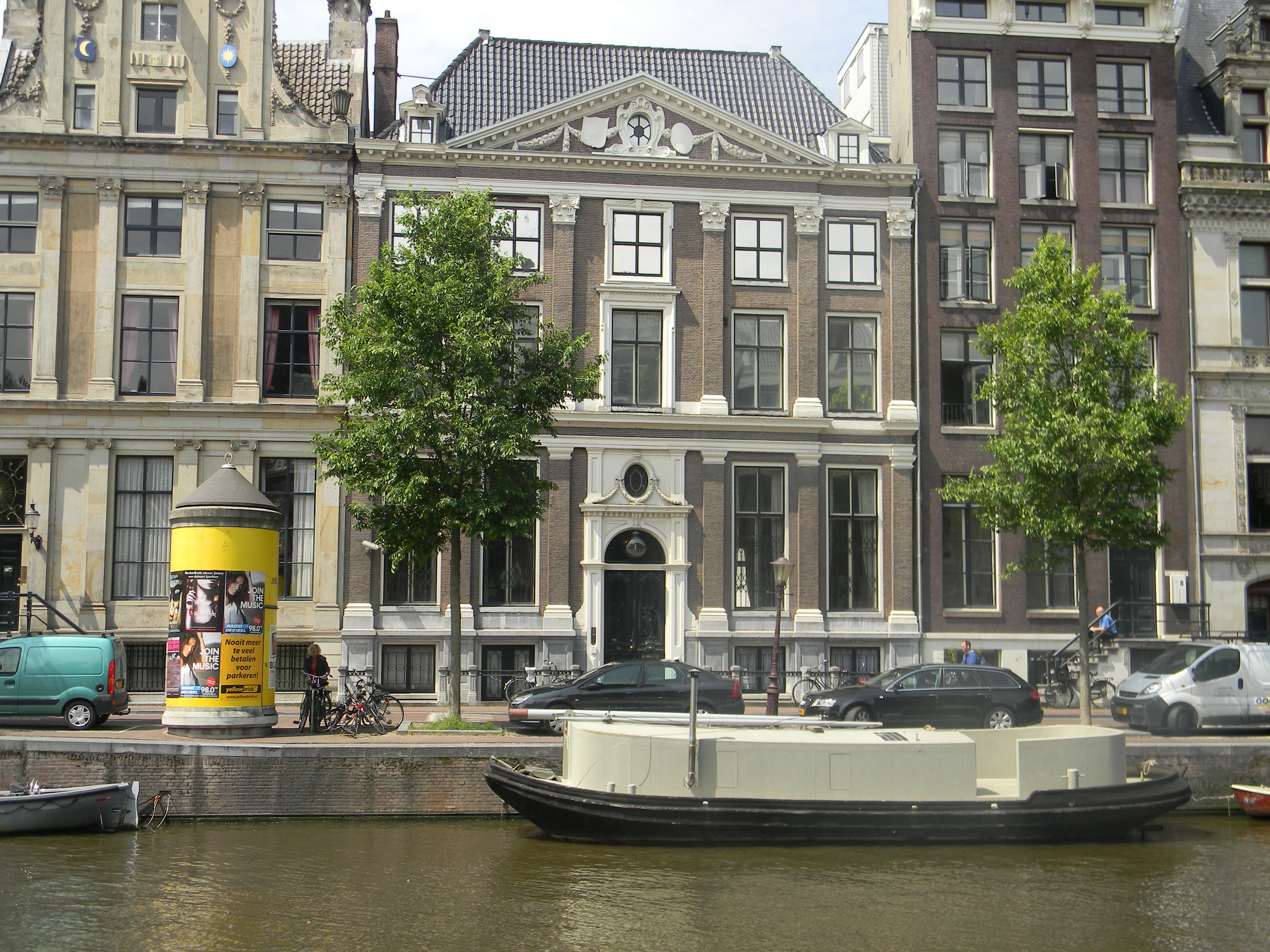
Het Grachtenhuis (Mitte), Herengracht 386

Het Grachtenhuis (wörtlich: Das Grachtenhaus) ist ein Museum in der Amsterdamer Herengracht und gehört zu den besterhaltenen Grachtenhäusern in Amsterdam aus dem 17. Jahrhundert. Das Museum bietet Informationen über das Entstehen und die Entwicklung des Amsterdamer Grachtengürtels. Es wurde 2011 für das Publikum geöffnet.

## Geschichte
Das Gebäude wurde zwischen 1663 und 1665 im Auftrag des niederländischen Kaufmannes Karel Gerard erbaut. Der Entwurf stammt von dem niederländischen Architekten Philips Vingboons. Im „Haus an der Gracht“ wohnten früher bekannte Kaufleute und Bankiers. Unter anderem 1791 Jan Willink (1831–1896), 1690 Nicolaes van Bambeeck (1596–1661), 1741 Cornelis Munter (1652–1708) und 1735 Pieter Pels Andriesz. Bedeutende Transaktionen kamen im Grachtenhuis zustande. Mit der russischen Aristokratie, mit französischen Königen und der amerikanischen „upper class“.
Rund drei Millionen Touristen und Einheimische besuchen jährlich den „Grachtengürtel“ (der zum UNESCO-Welterbe zählt) und das Museum bietet eine digitale historische „Entdeckungsreise“ über 400 Jahre Geschichte in 45 Minuten mit Animationen und 3D-Projekten in fünf Räumen (kamers) an. Für die multimediale Vorstellung empfangen die Besucher einen Kopfhörer, wobei automatisch beim Betreten der einzelnen Räume Informationen durchgegeben werden in acht verschiedenen Sprachen.
Alle Rijksmonumente aus der Innenstadt, dem „Grachtengürtel“, werden vorgeführt, wobei das Hauptmerkmal auf der Architekturgeschichte liegt, mit unter andern zahlreichen Fotos der Grachtenhäuser und ihrer historischen Innenarchitektur. Zurzeit (Stand: Anfang 2013) befasst das „digitale Grachtenhuis“ 9.686 Objekte von Gebäuden, 5.288 Abbildungen und 5.484 Objekte mit Abbildungen.
Das Museum hat einen Souvenirladen mit unter anderem Bücher, Wein und Schmuck, die alle einen Bezug haben zum Amsterdamer „Grachtengürtel“ und dem Grachtenhaus. Ein Personenaufzug für unter anderem Rollstuhlfahrer ist vorhanden. Auch ist das Museum von der Gemeinde Amsterdam offiziell ermächtigt, einen Raum für Eheschließungen zur Verfügung zu stellen.
Das Museum wird aus privaten Mitteln und Eintrittspreisen finanziert und steht unter Denkmalschutz (Rijksmonument Nr. 1828).

## Verkehrsverbindungen
Das Museum ist mit den Amsterdamer Straßenbahnlinien (Tramlijn, Tram) Nr, 1, 2, und 5 zu erreichen. Haltestelle am Koningsplein (Bloemenmarkt). Von dort zu Fuß in die nahegelegene Herengracht.